# Galina Iermolàieva (remera)
Galina Iermolàieva (rus: Галина Никаноровна Ермолаева)  (Sant Petersburg, 21 d'octubre de 1948) és una remadora russa, ja retirada, que va competir sota bandera de la Unió Soviètica durant la dècada de 1970.
El 1976 va prendre part en els Jocs Olímpics d'Estiu de Mont-real, on guanyà la medalla de plata en la competició del quàdruple scull amb timoner del programa de rem. Formà equip amb Anna Kondràixina, Larisa Alexandrova, Nadejda Txernixeva i Mira Bryunina.
En el seu palmarès també destaquen dues medalles d'or al Campionat del món de rem, el 1974 i 1975, així com dues medalles d'or i una de plata al Campionat d'Europa de rem entre el 1970 i 1972, sempre en el doble scull. A nivell nacional va guanyar set campionats soviètics, entre 1970 i 1976.